# Sacculina boschmai
Sacculina boschmai is een krabbezakjessoort uit de familie van de Sacculinidae. De wetenschappelijke naam van de soort is voor het eerst geldig gepubliceerd in 1955 door Reinhard.